# Alchemilla niphogeton
Alchemilla niphogeton é uma espécie de rosácea do gênero Alchemilla, pertencente à família Rosaceae.